# Doc McKinney
Martin "Doc" McKinney (n. 27 de agosto de 1971) es un compositor y productor musical de ascendencia canadiense. McKinney fue anteriormente parte del dúo (ahora en solitario) Esthero. Su trabajo con el artista de Toronto The Weeknd, cuyos mixtapes House of Balloons y Thursday, lanzados libremente en 2011, recibieron la aclamación crítica general. McKinney volvió a trabajar con The Weeknd en su tercer álbum, Starboy, que produjo junto con The Weeknd.

## Vida personal
McKinney es partidario de War Child (organización benéfica), GEM - Girls Educational and Mentoring Services y Red Hot Organisation (Concientización sobre el SIDA). Como agradecimiento por su apoyo, dona su trabajo como productor / compositor / ingeniero.

## Producción discográfica
| Fecha de lanzamiento | Título del álbum                         | Artista                                           | Canciones                                                                             | Discográfica                                |
| -------------------- | ---------------------------------------- | ------------------------------------------------- | ------------------------------------------------------------------------------------- | ------------------------------------------- |
| 1995                 | Single                                   | k-os                                              | Rise Like The Sun                                                                     | Independiente                               |
| 1998                 | Breath from Another                      | Esthero                                           | Todas las canciones                                                                   | Work/Sony Music                             |
| 2001                 | How I Do                                 | RES                                               | Todas las canciones                                                                   | MCA/Universal                               |
| 2002                 | Red Hot and Riot                         | Kelis                                             | So Be It Red Hot                                                                      | MCA                                         |
| 2002                 | Instant Vintage                          | Raphael Saadiq                                    | Tek 2 Pookie                                                                          | Universal Music                             |
| 2002                 | Sex Sells                                | Stiffed                                           | Wathca Gonna Go Nighttime Lovin                                                       | Coolhunter/Ryko                             |
| 2003                 | Lover, Fighter                           | Hawksley Workman                                  | Smoke Baby                                                                            | Isadora Records/Universal Records           |
| 2003                 | Peace Songs                              | k-os                                              | Livin In A World Corrupt                                                              | Isadora Records/Universal Music             |
| 2004                 | Sacred Love                              | Sting feat. will.i.am                             | Stolen Car (Remix)                                                                    | Interscope Records/Universal Music          |
| 2005                 | Wikked Lil' Grrrls                       | Esthero                                           | Wikked Lil Grrrls If Tha Mood Fastlane Bad Boy Clyde                                  | Reprise/Wea                                 |
| 2005                 | Burned Again                             | Stiffed                                           | Run                                                                                   | Outlook                                     |
| 2006                 | Utopia                                   | Belinda                                           | Contigo O Sin Ti                                                                      | EMI/Televisa                                |
| 2007                 | Buck The World                           | Young Buck feat. Chester Bennington (Linkin Park) | Slow Ya Roll                                                                          | G-Unit/Interscope Records/Universal Records |
| 2008                 | Solid Gold Mixtape                       | Santigold                                         | Guns of Brooklyn                                                                      | Downtown Records/Universal Records          |
| 2008                 | Between The Beautifuls                   | Hawksley Workman                                  | Prettier Face Piano Blink                                                             | Isadora Records/Universal Records           |
| 2008                 | Los Manlicious                           | Hawksley Workman                                  | Pretty Girls Lonely People In My Blood Fatty Wants to Dance Prettier Face Piano Blink | Isadora Records/Universal Records           |
| 2009                 | Call and Response                        | Maroon 5                                          | Best That We Break (Remix)                                                            | Interscope Records/Universal Records        |
| 2009                 | Shame On Me                              | Amanda Blank                                      | I Love You                                                                            | Downtown Records/Universal Records          |
| 2009                 | Para Olvdarte De Mi                      | RBD                                               | Camino Al Sol                                                                         | EMI/Telivisa                                |
| 2009                 | Girls Educational and Mentoring Services | Mary J. Blige and Sinéad O'Connor                 | This Is To Mother You                                                                 | Independiente                               |
| 2010                 | Luna Nueva                               | Debi Nova                                         | We Were Young Don't Wanna Forget                                                      | Decca Records/Universal Records             |
| 2010                 | Dreams of a Troubled Man                 | Trouble Andrew                                    | Stop Me Condition Wasted Cadillac Flaunts It Oh No                                    | Virgin Records                              |
| 2010                 | Stray Bullets                            | Cee Lo Green                                      | "Champain"                                                                            | Mixtape                                     |
| 2011                 | House of Balloons                        | The Weeknd                                        | Productor                                                                             | Independiente                               |
| 2011                 | Thursday                                 | The Weeknd                                        | Productor                                                                             | Independiente                               |
| 2011                 | Take Care                                | Drake                                             | "The Ride"                                                                            | Young Money, Cash Money, Universal Republic |
| 2011                 | Shake It Out                             | Florence and The Machine                          | "Shake it Out" The Weeknd Remix                                                       | Island Records                              |
| 2011                 | Descarga gratis                          | The Weeknd                                        | "Trust Issues" The Weeknd Remix                                                       | Independiente                               |
| 2012                 | TBD                                      | Yadi                                              | " Guillotine Remix"                                                                   | Warner UK                                   |
| 2012                 | Trilogy                                  | The Weeknd                                        | Productor/Productor ejecutivo                                                         | XO,Universal Republic                       |
| 2014                 | Descarga gratis                          | Spooky Black                                      | "Reason"                                                                              | Independiente                               |
| 2016                 | Starboy                                  | The Weeknd                                        | Productor ejecutivo                                                                   | XO,Universal Republic                       |